# Zygmunt Wojciechowski (dyrygent)
Zygmunt Wojciechowski (ur. 16 kwietnia 1888 w Bninie, zm. 27 października 1968 w Poznaniu) – polski dyrygent.

## Życiorys
Był synem organisty Pawła Wojciechowskiego i Władysławy z domu Woya. Podstawy edukacji muzycznej otrzymał od ojca. Ukończył szkołę powszechną i gimnazjum w Krotoszynie. Studiował grę na fortepianie i organach oraz teorię muzyki w konserwatorium w Hamburgu (1905–1908), następnie kontynuował studia u Moritza Mayera-Mahra w Berlinie. W 1913 roku koncertował jako pianista z kwintetem w krajach europejskich i Egipcie. Po wybuchu I wojny światowej został wcielony do armii niemieckiej i wysłany na front zachodni, gdzie został ranny. Wróciwszy do Poznania, wziął w 1918 roku udział w powstaniu wielkopolskim. Od 1919 do 1939 roku był dyrygentem, a w latach 1929–1933 również dyrektorem Teatru Wielkiego w Poznaniu. Początkowo prowadził przedstawienia baletowe, później dyrygował również premierami operowymi. Ponadto grał jako pianista w teatrze i na koncertach, a od 1926 roku dawał w Poznaniu koncerty organowe. Dyrygował koncertami i przedstawieniami operowymi podczas Powszechnej Wystawy Krajowej w 1929 roku. W 1930 roku zorganizował w Poznaniu Festiwal Moniuszkowski. W 1931 roku założył teatr operetkowy Uśmiech, a od 1934 do 1939 roku prowadził operowy i operetkowy teatr objazdowy, licencjonowany przez Ministerstwo Wyznań Religijnych i Oświecenia Publicznego.
Podczas II wojny światowej pracował na lotnisku i w fabryce amunicji, przez krótki okres w 1943 roku był korepetytorem w kontrolowanej przez Niemców operze poznańskiej. W 1945 roku został pierwszym powojennym dyrektorem Teatru Wielkiego i wznowił jego działalność wystawieniem 2 czerwca 1945 r. opery Karola Kurpińskiego Zabobon, czyli Krakowiacy i Górale. Jako dyrygent pozostał związany z Teatrem Wielkim do 1957 roku. Następnie związał się z nowopowstałą Operetką Poznańską, której dyrektorem był w latach 1957–1958.
Od 1947 roku był wykładowcą Wyższej Szkoły Operowej w Poznaniu, a w latach 1951–1963 prowadził klasę zespołów operowych w Państwowej Wyższej Szkole Muzycznej.
W trakcie swojej działalności w Teatrze Wielkim w Poznaniu w latach 1919–1957 przygotował około 60 premier operowych. Wystawił m.in. Goplanę Władysława Żeleńskiego (1925), Pomstę Jontkową Bolesława Wallek-Walewskiego (1926), Krzyżaków Adama Dołżyckiego (1929), Manru Ignacego Jana Paderewskiego (1930), Legendę Bałtyku Feliksa Nowowiejskiego (1955), a także dzieła Ludomira Różyckiego: Eros i Psyche (1926), Pan Twardowski (1929), Casanova (1929), Młyn diabelski (1931), Lili chce śpiewać (1933).